# Ba-djedet
Ba-djedet, auch Widder von Mendes, ist als altägyptischer Lokalgott der unterägyptischen Gauhauptstadt Mendes seit dem Alten Reich bezeugt.

## Hintergrund

### Darstellungen
Ba-djedet ist zumeist entweder als hockender widderköpfiger Gott mit dem Anch-Zeichen oder als sitzender Gott mit der Atef-Krone dargestellt; kurzfristig in der 25. Dynastie als auf einer Bahre liegender nackter Gott mit Phallus, dem Isis sowie Nephthys zur Seite sitzen.
In der Spätzeit ist Ba-djedet als stehender Widder zu sehen, dessen Phallus sich zur Hälfte in einem Gefäß befindet.

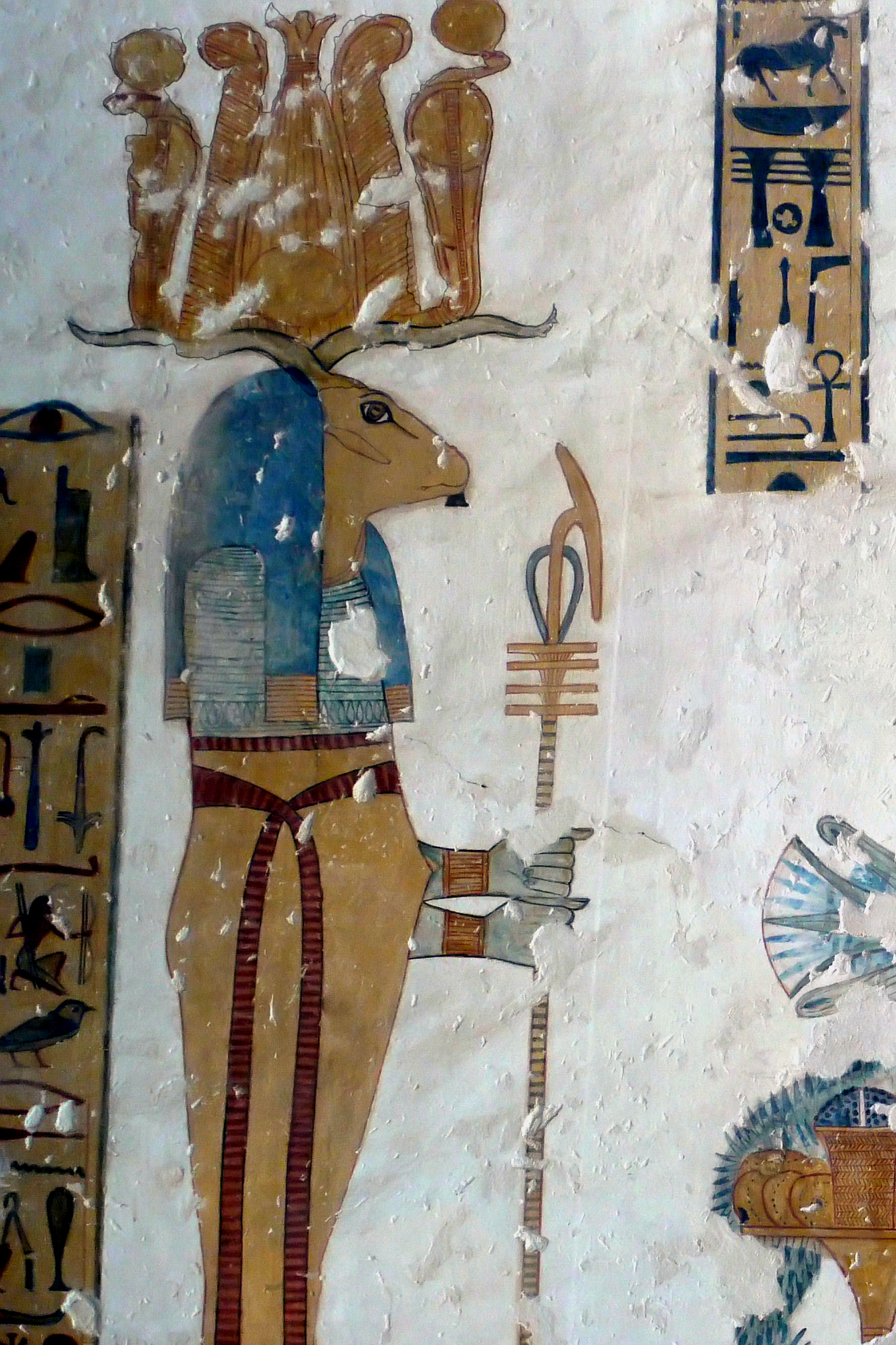
Ba-djedet im Grab (KV19) des Montuherchepschef im Tal der Könige

### Mythologische Verbindungen
Im Neuen Reich wurde Ba-djedet mit dem Ba des Osiris gleichgesetzt; in der 26. Dynastie galt er als weitere Erscheinungsform des Osiris. Durch die Gleichsetzung mit dem Ba des Osiris besteht ein Zusammenhang mit dem Benu-Vogel. Während der griechisch-römischen Zeit verglichen die Ägypter Ba-djedet mit dem früheren Götterkönig Amun-Re.
In der Interpretatio Graeca wurde Ba-djedet mit dem griechischen Pan gleichgesetzt.

## Ba-neb-djedet
Ba-neb-djedet (auch Bock von Mendes) ist eine altägyptische Widdergottheit. Aus dem Inhalt des Papyrus Chester-Beatty 1 geht hervor, dass Ba-neb-djedet im Götterstreit zwischen Horus und Seth als Richter fungierte.
Auf zahlreichen Abbildungen ist Ba-neb-djedet als Widder mit nach außen gewundenen Hörnern dargestellt. Zusätzlich ist eine Uräusschlange auf seinem Kopf zu sehen.
Ba-neb-djedet wurde in mehreren anderen göttlichen Erscheinungsformen verehrt, beispielsweise als „Ba-neb-djedet-anch-Re“ (Lebender Djedet-Widder des Re).

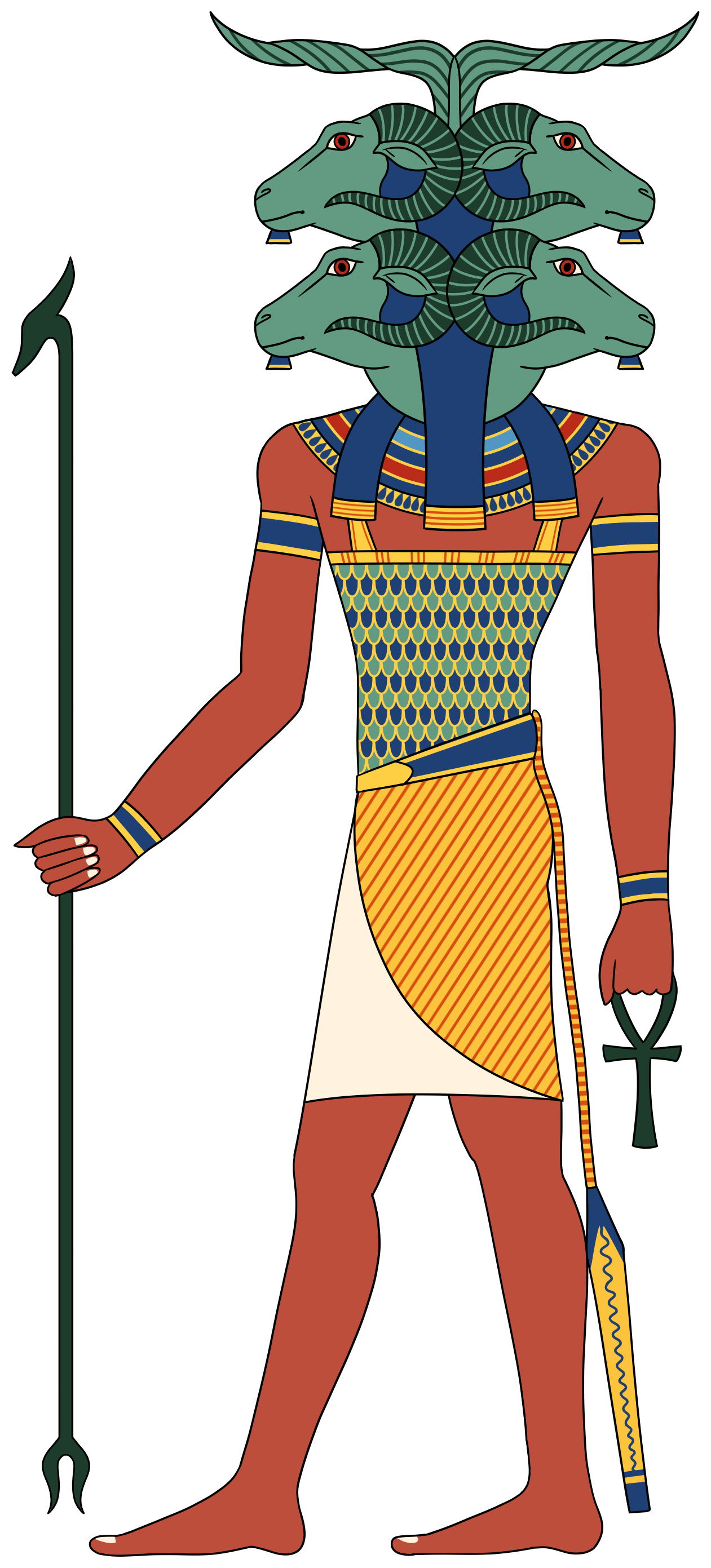
Banebdjedet
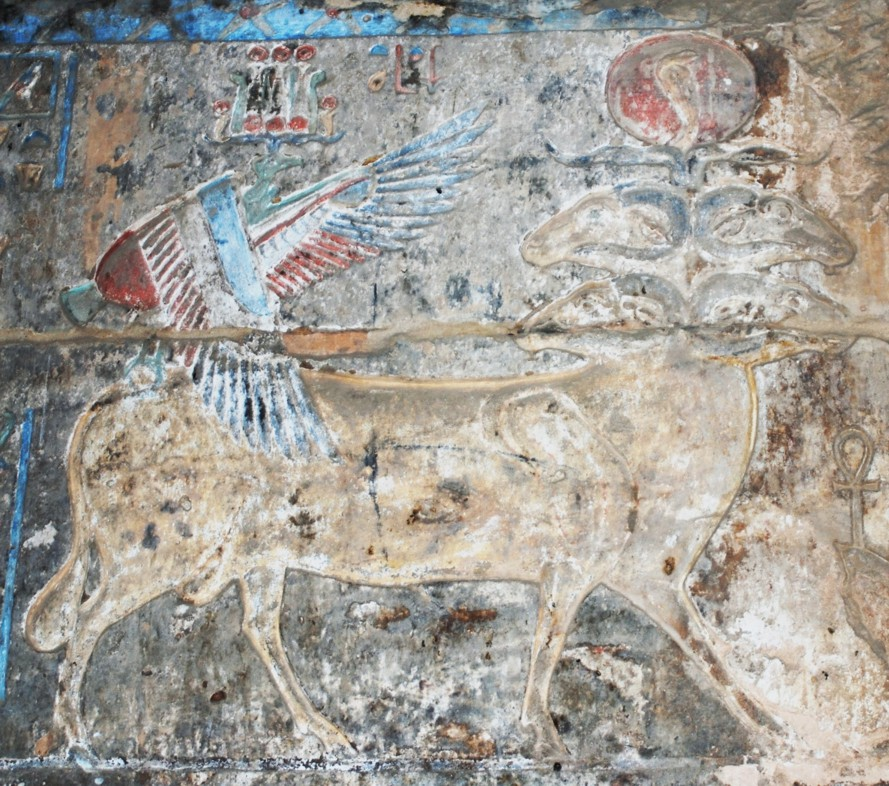
Mendeswidder in Deir el Medina (ptolemäisch)